# ينغي بازار
ينغي بازار هي بلدة ومركز مقاطعة بشكو في ولاية بخارى في أوزبكستان.